# Gyöngyvér
A Gyöngyvér magyar eredetű női név, jelentése: gyöngytestvér, Arany János névalkotása a régi magyar Gyöngy névből, a Buda halála című művében.

## Rokon nevek
Gyöngyi, Gyöngy, Gyöngyike

## Gyakorisága
Az 1990-es években igen ritka név, a 2000-es években nem szerepel a 100 leggyakoribb női név között.

## Névnapok
- január 3.[2]
- január 8.
- május 26.[2]
- október 23.[2]

## Híres Gyöngyvérek
- Demjén Gyöngyvér, magyar színművész
- Cseke Gyöngyvér, hegedűművész
- Bognár Gyöngyvér, magyar színművész